# Phyllis Joyce McClean Punnett
Phyllis Joyce McClean Punnett (17 de marzo de 1917-12 de octubre de 2004) escritora y música conocida por ser autora del himno de San Vicente y las Granadinas (St Vincent Land So Beautiful) en 1967.